# Dick Barbour

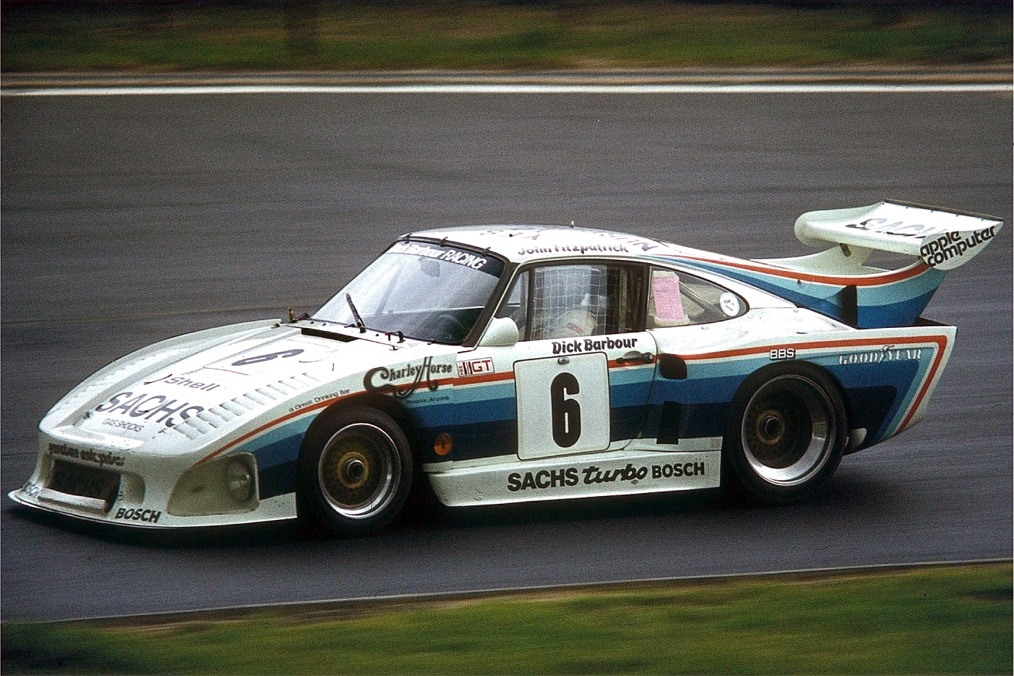
Der Porsche 935K3/80 mit dem John Fitzpatrick, Axel Plankenhorn und Dick Barbour den zweiten Gesamtrang beim 1000-km-Rennen auf dem Nürburgring 1980 erreichten

Richard Allan „Dick“ Barbour (* 3. Juli 1940 in San Diego) ist ein Motorsportteam-Inhaber, ein Unternehmer und ein ehemaliger US-amerikanischer Automobilrennfahrer.

## Karriere
Dick Barbour wuchs in La Jolla bei San Diego auf und interessierte sich früh für den Automobilsport. Daher gründete er ein Autozubehörgeschäft und eine Reparatur- und Tuning-Werkstatt für Porsche-Fahrzeuge. Parallel stieg er in den Automobilrennsport ein.
Seine ersten Rennen bestritt Barbour 1968 mit einem Lola T70 Mk II Spyder bei einigen Läufen in der Can-Am.
1969 wechselte er auf einen Porsche 904 und fuhr in diesem und dem nachfolgenden Jahr in Nicht-Meisterschafts-Rennen, die vom SCCA veranstaltet wurden. Mit der Saison 1971 startete er mit einem Porsche 908/02 Spyder in zwei Can-Am-Rennen, bevor er seine Rennfahrerkarriere für ein paar Jahre unterbrach.
Ab 1977 fuhr Barbour wieder Rennen und startete zusammen mit Tony Adamowicz und John Cannon in einem Ferrari 365 GTB/4 Competizione sein erstes Langstreckenrennen beim 24-Stunden-Rennen von Daytona, dass sie vorzeitig beenden mussten.
Mit einem Porsche 934/5 startete er in der GTO-Klasse der IMSA-GT-Meisterschaft und erreichte einige Top-Ten-Platzierungen.
Für die Renn-Saison 1978 und 1979 erwarb er einen Porsche 935/77A, mit dem er in Läufen zur IMSA-GT-Meisterschaft, FIA-Langstrecken-Meisterschaft und Sportwagen-Weltmeisterschaft antrat.
Beim 24-Stunden-Rennen von Daytona 1978 erreichte er mit Manfred Schurti und Johnny Rutherford den zweiten Platz in der Gesamtwertung. Das 24-Stunden-Rennen von Le Mans beendeten er, Brian Redman und John Paul mit dem fünften Platz und dem IMSA-Klassensieg.
Ein Jahr später konnte er mit seinem Team den Vorjahres-Erfolg in Le Mans mit einem zweiten Gesamtplatz und dem IMSA-Klassensieg wiederholen.
Seine größten Erfolge als Rennfahrer erreichte Barbour 1980 mit dem Gesamtsiegen in den drei Langstreckenrennen von Sebring, Riverside und Mosport mit einem Porsche 935 K3/80.
Sein letztes Rennen fuhr er beim 500-Meilen-Rennen von Road America 1980 der IMSA-GT-Meisterschaft, dass er mit dem zweiten Platz beendete.
Im Jahr 2000 stieg er wieder mit seinem Rennteam Dick Barbour Racing in den Motorsport ein. In der American Le Mans Series (ALMS) sicherte sich Dirk Müller in einem Porsche 911 GT3 R (Typ 996) mit neun Siegen in zwölf Läufen den GT-Klassensieg in der Fahrer-, Team- und Hersteller-Meisterschaft.
Ein Jahr später setzte das Rennteam Reynard 01Q-Rennwagen in der ALMS-LMP-675-Klasse ein und gewann die Team-Wertung und mit Didier de Radiguès auch die Fahrer-Meisterschaft.
2004 wurde Barbour Partner des Lamborghini Murciélago Hersteller-Teams in den USA. Der vom Krohn-Barbour Racing eingesetzte Lamborghini Murciélago R-GT war in der ALMS nicht erfolgreich und so stieg Barbour bereits nach einer Saison wieder aus.
Erst 2008 betätigt sich Barbour wieder im Motorsport. Mit seinem Partner David Robertson setzt er Ford-GT-Rennwagen in der ALMS ein. Beim 24-Stunden-Rennen von Le Mans 2011 startete das Team Robertson Racing LLC mit einem Ford GT-R Mk VII in der LMGTE Am-Klasse und erreichte den 26. Platz in der Gesamt- und den dritten Platz in der Klassenwertung.

## Statistik

### Le-Mans-Ergebnisse
| Jahr | Team                | Fahrzeug         | Teamkollege    | Teamkollege      | Platzierung            | Ausfallgrund |
| ---- | ------------------- | ---------------- | -------------- | ---------------- | ---------------------- | ------------ |
| 1978 | Dick Barbour Racing | Porsche 935/77A  | Brian Redman   | John Paul        | Rang 5 und Klassensieg |              |
| 1979 | Dick Barbour Racing | Porsche 935/77A  | Rolf Stommelen | Paul Newman      | Rang 2 und Klassensieg |              |
| 1980 | Dick Barbour Racing | Porsche 935K3/80 | Brian Redman   | John Fitzpatrick | Rang 5 und Klassensieg |              |

### Sebring-Ergebnisse
| Jahr | Team                | Fahrzeug          | Teamkollege      | Teamkollege     | Platzierung | Ausfallgrund |
| ---- | ------------------- | ----------------- | ---------------- | --------------- | ----------- | ------------ |
| 1978 | Dick Barbour Racing | Porsche 935/77A   | Rolf Stommelen   | Manfred Schurti | Ausfall     | Aufhängung   |
| 1979 | Dick Barbour Racing | Porsche 935/77A   | Rolf Stommelen   | Rick Mears      | Rang 4      |              |
| 1980 | Dick Barbour Racing | Porsche 935 K3/80 | John Fitzpatrick |                 | Gesamtsieg  |              |

### 1000-km-Rennen auf dem Nürburgring-Ergebnisse
| Jahr | Team                             | Fahrzeug         | Teamkollege      | Teamkollege      | Platzierung            | Ausfallgrund |
| ---- | -------------------------------- | ---------------- | ---------------- | ---------------- | ---------------------- | ------------ |
| 1979 | Dick Barbour Racing              | Ford Escort RS   | Bob Akin         | Helmut Gall      | Ausfall                |              |
| 1980 | Sachs-Sporting-Dick-Barbour-Team | Porsche 935K3/80 | John Fitzpatrick | Axel Plankenhorn | Rang 2 und Klassensieg |              |

### Einzelergebnisse in der Sportwagen-Weltmeisterschaft
| Saison | Team                               | Rennwagen                          | 1   | 2   | 3   | 4   | 5   | 6   | 7   | 8   | 9   | 10  | 11  | 12  | 13  | 14  | 15  | 16  | 17  |
| ------ | ---------------------------------- | ---------------------------------- | --- | --- | --- | --- | --- | --- | --- | --- | --- | --- | --- | --- | --- | --- | --- | --- | --- |
| 1977   | Ramsey Ferrari Barbour Performance | Ferrari 365 GTB/4 Porsche 934      | DAY | MUG | DIJ | MON | SIL | NÜR | VAL | PER | WAT | EST | LEC | MOS | IMO | SAL | BRH | HOK | VAL |
| 1977   | Ramsey Ferrari Barbour Performance | Ferrari 365 GTB/4 Porsche 934      | 30  |     |     |     |     |     |     |     | 4   |     |     |     |     |     |     |     |     |
| 1978   | Barbour Racing Amos Johnson        | Porsche 935 AMC Pacer              | DAY | SEB | MUG | TAL | DIJ | SIL | NÜR | LEM | MIS | DAY | WAT | VAL | ROD |     |     |     |     |
| 1978   | Barbour Racing Amos Johnson        | Porsche 935 AMC Pacer              | 2   | DNF |     | 3   |     |     |     | 5   |     | 5   | 2   |     | 10  |     |     |     |     |
| 1979   | Barbour Racing Amos Johnson        | Porsche 935 AMC Spirit Ford Escort | DAY | SEB | MUG | TAL | DIJ | RIV | SIL | NÜR | LEM | PER | DAY | WAT | SPA | BRH | ROA | VAL | ELS |
| 1979   | Barbour Racing Amos Johnson        | Porsche 935 AMC Spirit Ford Escort | 26  | 4   |     | 15  |     | 6   |     | DNF | 2   |     | 6   | 2   |     |     | DNF |     |     |
| 1980   | Barbour Racing Downing Maffucci    | Porsche 935 Mazda RX-3             | DAY | BRH | SEB | MUG | MON | RIV | SIL | NÜR | LEM | DAY | WAT | SPA | MOS | ROA | VAL | DIJ |     |
| 1980   | Barbour Racing Downing Maffucci    | Porsche 935 Mazda RX-3             | 29  |     | 1   |     |     | 1   |     | 2   | 5   | 7   |     |     |     | 2   |     |     |     |